# Cantó de Motomet

Cantó de Motomet

El cantó de Motomet és un cantó francès el departament de l'Aude, a la regió d'Occitània. S'inclou al districte de Carcassona, té 18 municipis i el cap cantonal és Motomet.

## Municipis
- Albièras
- Auriac
- Boissa
- Davejan
- Dernaculheta
- Felinas de Termenés
- Lairièra
- Lanet
- La Ròca de Fan
- Massac
- Montjòi
- Motomet
- Palairac
- Salzan
- Solatge
- Tèrmes
- Vinhavièlha
- Vilaroja de Termenés